# 13154 Petermrva
Petermrva (asteróide 13154) é um asteróide da cintura principal, a 1,8386389 UA. Possui uma excentricidade de 0,1677079 e um período orbital de 1 199,29 dias (3,28 anos).
Petermrva tem uma velocidade orbital média de 20,03929357 km/s e uma inclinação de 5,52541º.
Este asteróide foi descoberto em 7 de Setembro de 1995 por Adrián Galád, Alexander Pravda.